# Praesumptio
Praesumptio (vermessene Gnadenerwartung) ist nach katholischem Verständnis eine Sünde wider den Heiligen Geist: Sie bezeichnet das vermessene Sündigen gegen Gottes Gebote auf Grundlage des Gedankens, dass die Gnade Gottes ausnahmslos zur Vergebung aller Sünden führt. Ein praesumptuosus sündigt daher in der falschen Erwartung, Gott werde ihm seine Sünden schon vergeben und er könne deshalb Gottes Gebote missachten und nach Belieben brechen. Auch wer in der Annahme sündigt, durch spätere Buße Vergebung zu erhalten, mache sich der praesumptio schuldig.
Als Beispiel für praesumptio wird oft Origenes genannt, der Gottes Gnade soweit überschätzte, dass er sogar die Erlösung des Teufels vorhersagte.
Als Schutz vor der praesumptio habe Gott – Tertullian zufolge – dem Menschen die Furcht (timor) gegeben: „Timor fundamentum salutis est, praesumptio impedimentum timoris“. (Die Furcht ist Grundlage des Heils, Selbstzuversicht jedoch ein Hindernis für die Furcht.) Ebenso weist Tertullian auf die übertriebene Selbstzuversicht des Simon Magus hin, der „eine solche praesumptio in seine Künste hegte, dass er selbst die Seelen der Propheten aus der Unterwelt zu holen sich vemaß“.
Zu viel Furcht jedoch führe zur Schwestersünde der praesumptio, der desperatio.
Gaufredus Babion fasst dies in folgendem Satz zusammen: „Spes sine timore praesumptio est; timor sine spe desperatio est.“ (Hoffnung ohne Furcht ist praesumptio, Furcht ohne Hoffnung ist desperatio.)